# Batalla de La Trinidad
La batalla de La Trinidad se realizó en el territorio hondureño dentro del periodo de revoluciones en Centroamérica comprendido entre 1811 a 1884.

## Antecedentes
Siendo Presidente de la Federación Centroamericana el General salvadoreño Manuel José de Arce y Fagoaga, ordenó al Teniente general José Justo Milla Pineda, exvicejefe de Estado de Honduras, que derrocara el gobierno hondureño que presidía el Licenciado Dionisio de Herrera.
El 19 de enero de 1827 el Teniente general Justo Milla marchó al mando del Segundo Batallón Federal, traspasó las fronteras hondureñas e invadió primeramente la Villa de Los Llanos de Santa Rosa, la cual tomó sin mucha resistencia, tomó posesión de la Factoría de Tabaco, rubro importante de esa zona occidental de Honduras; seguidamente se enfiló hacia la ciudad de Comayagua. Milla instaló su cuartel en San Esteban, al suroeste de la capital hondureña.

## Sitio de Comayagua
El 4 de abril de 1827 el general Milla se preparó para el ataque a la ciudad, Francisco Morazán estaba entre las tropas de defensa de la ciudad sitiada. Milla ordenó el avance y, sin tregua, se enfrentó a las tropas hondureñas bajo un intenso fuego. La contienda terminó con la victoria de Milla, quien procedió a incendiar la capital. El presidente Dionisio Herrera fue hecho prisionero el 9 de mayo, capituló el 10 de mayo de 1827, y fue enviado a Guatemala.
José Justo Milla tomó el control de la jefatura; mientras el general Morazán logra salir de la capital junto a los oficiales coronel Remigio Díaz y coronel José Antonio Márquez, llegando a Tegucigalpa, allá se refuerza con 300 hombres y sus intenciones son regresar al Valle de Comayagua, pero a la altura de la Villa de San Antonio, es atacado por una tropa de avanzada al mando del coronel Hernández y el Capitán Rosa Medina; Morazán, toma posición defensiva en la hacienda “La Maradiaga” entrando en combate nuevamente el 29 de mayo, el coronel Hernández y sus fuerzas invasoras son vencidas. Morazán vuelve a Tegucigalpa a reforzarse más.

## Ejército Aliado
Francisco Morazán, con un salvoconducto llega hasta Choluteca, al sur de Honduras, allá se reúne con su familia en Ojojona y es hecho prisionero por el Comandante de Armas de Tegucigalpa saliendo bajo fianza unos 40 días después y obligado a retirarse a El Salvador un 23 de julio de 1821, seguidamente se traslada a León, en Nicaragua el 15 de septiembre de 1827 donde su amigo el general José Anacleto Ordóñez conocido como “Cleto” Ordóñez, le proporciona 135 hombres, luego se le agregan soldados salvadoreños al mando del coronel José Zepeda. En el mes de octubre, Morazán al mando de las fuerzas aliadas logra introducirse hasta Choluteca donde le espera el coronel José Antonio Márquez con una división de hombres para unirse a la “causa libertadora”, la primera localidad hondureña que arriban es San Antonio de Texiguat que también se ofrece en apoyo con armas y hombres.

## La batalla

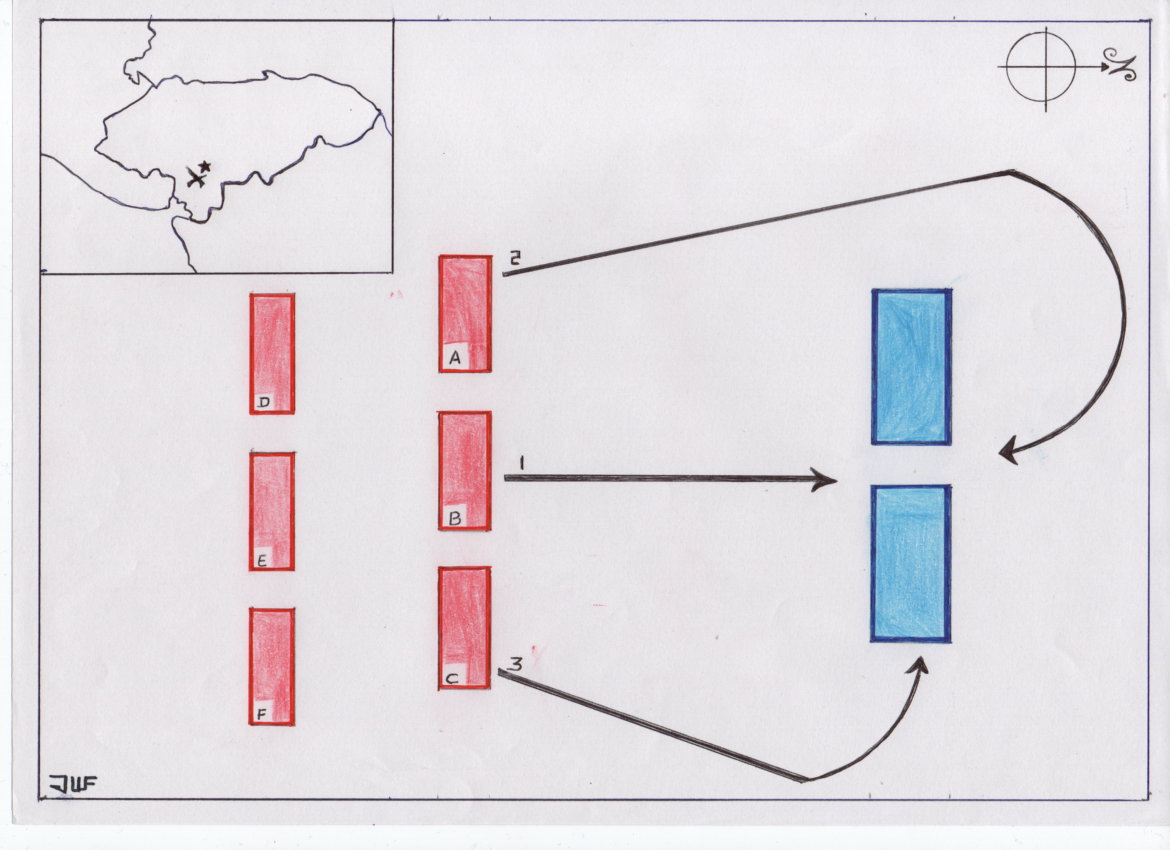
Plano de la Batalla de La Trinidad, Honduras (1827). Movimientos: 1) B) Compañía del Coronel Ramón Pacheco (150 hombres).
2) A) Compañía del Coronel Remigio Díaz (150 hombres).
3) C) Compañía de Francisco Morazán y el Coronel Román Valladares (150 hombres).
D) Compañía de refuerzo del Coronel José Zepeda (100 hombres).
E) Compañía de refuerzo del Coronel José María Gutiérrez Osejo (100 hombres).
D) Compañía de refuerzo del Capitán Francisco Ferrera (100 hombres).
En azul el 2.º Batallón Federal y refuerzos de hondureños y guatemaltecos.

El Teniente general José Justo Milla descubrió la presencia de Francisco Morazán en el sur de Honduras, rápidamente se trasladó con sus tropas a Tegucigalpa, donde estableció su cuartel general de mando; por su parte, Morazán se dirigió a la localidad de Sabanagrande para prepararse a un combate decisivo en el “Valle de la Trinidad”.
A las 9 de la mañana del 11 de noviembre de 1827, el primer movimiento de maniobras lo realiza el coronel Ramón Pacheco, al mando de su destacamento se posiciona para defender la Avenida que conduce de Ojojona hacia el Valle de la Trinidad.
El Coronel Remigio Díaz, al mando de un destacamento de 150 hombres se mueve siguiendo la orilla de una quebrada “Sicatacaro”, rumbo noroeste, de Ojojona al Valle la Trinidad y ataca a la retaguardia enemiga.
El General Morazán junto al coronel Román Valladares al mando de otro destacamento de la Fuerza Aliada rodean el cerro “Caranguije” y atacan el flanco derecho de las Fuerzas Federales.
El combate se intensificó por espacio de cinco horas, a las 15.00 horas (3:00 p. m.) las tropas federales de Milla fueron aplastadas por los hombres al mando del general Francisco Morazán. Vencido el General José Justo Milla y algunos de sus oficiales que sobrevivieron huyeron del campo de batalla, dejando documentos, baúles y otros pertrechos. Hubo cuarenta bajas entre heridos y muertos.
Por su parte la fuerza reservista aliada al mando del coronel José María Gutíerrez Osejo, coronel José de Jesús Osejo, coronel Leonés y el Capitán Francisco Ferrera, no les fue posible entrar en acción.
Tras esta victoria, Morazán marchó a Tegucigalpa a tomarla el 12 de noviembre y el 26 de ese mismo mes llega a la capital Comayagua donde hizo su entrada triunfal y ocupó la jefatura del Estado de Honduras la cual presidía interinamente el señor Miguel Eusebio Bustamante. Morazán nombró Comandante militar de Comayagua al coronel José de Jesús Osejo y le dejó al mando de doscientos hombres y de igual forma, al coronel José María Gutiérrez Osejo lo nombró comandante de Tegucigalpa.

## Conclusiones
- El General José Francisco Morazán Quesada es nombrado Presidente del Gobierno de Honduras el 27 de noviembre de 1827. Seguidamente ordena el traslado de sus tropas aliadas a la costa norte y occidente para el control total del estado hondureño.
- El General José Justo Milla, fue hecho prisionero en mayo de 1829;  enjuiciado, fue sentenciado al destierro de la República Federal de Centroamérica de por vida,  por lo que fijó su última residencia en México.
- El Licenciado don Dionisio de Herrera, fue puesto en libertad en Guatemala y regresó a Honduras en 1829.
- La República Federal de Centroamérica, empezaba a tambalearse debido a los ideales separatistas que conspiraban en su contra, comenzando así el periodo de revoluciones centroamericanas.
- Seguido de la segunda Presidencia de Francisco Morazán en la república federal, el cargo recayó en el abogado hondureño don Diego Vigil en 1838,  quien sería el último presidente de esta unión federal.